# Mitra guttata
Mitra guttata is een slakkensoort uit de familie van de Mitridae. De wetenschappelijke naam van de soort is voor het eerst geldig gepubliceerd in 1824 door William Swainson.
Deze zeldzame soort is aangetroffen van de Perzische Golf tot Mauritius en Sri Lanka. Swainson zelf had twee specimens in zijn verzameling van onbekende herkomst.